# Ghepczagh
Ghepczagh – wieś w Iranie, w ostanie Azerbejdżan Zachodni, w szahrestanie Mijandoab. W 2006 roku liczyła 3183 mieszkańców.